# Kas Haverkort
Kas Haverkort, né le 18 novembre 2003 à Hardenberg aux Pays-Bas, est un pilote automobile néerlandais.

## Biographie

### Karting
Haverkort débute le karting en 2011, à l'âge de sept ans. Il termine à chaque fois sur le podium final dans la plupart des séries qu'il dispute. Il remporte un titre en Chrono Rotax Max Winter Cup et une troisième place Chrono Dutch Rotax Max Challenge (toutes deux en 2012), une deuxième place en Karting Chrono Winter Series en 2013, une deuxième place en WSK Final Cup-OK et remporte un titre dans la catégorie junior lors du championnat d'Allemagne en 2017.

### Débuts en Formule 4
En 2020, Haverkort fait ses débuts en monoplace dans le championnat espagnol de F4 avec l'écurie MP Motorsport. Dès ses débuts, il domine largement le championnat en remportant treize victoires et monte dix-sept fois sur le podium. Il s'adjuge facilement le titre avec un total de 383 points, soit 111 points de plus que son coéquipier Mari Boya. Il décroche le titre lors de l'avant dernière manche disputée à Jarama après avoir remporté les trois courses du week-end.

### Formula Renault Eurocup
En parallèle, il dispute quelques courses en Formula Renault Eurocup. Cependant, il est qualifié de pilote invité ce qui le rend inéligible aux points, ce en dépit des résultats qu'il réalise. A Barcelone, il termine neuvième de la première course puis cinquième de la deuxième course. Deux semaines plus tard à Spa-Francorchamps, il termine cinquième dans les deux courses.

### Formule Régionale Europe

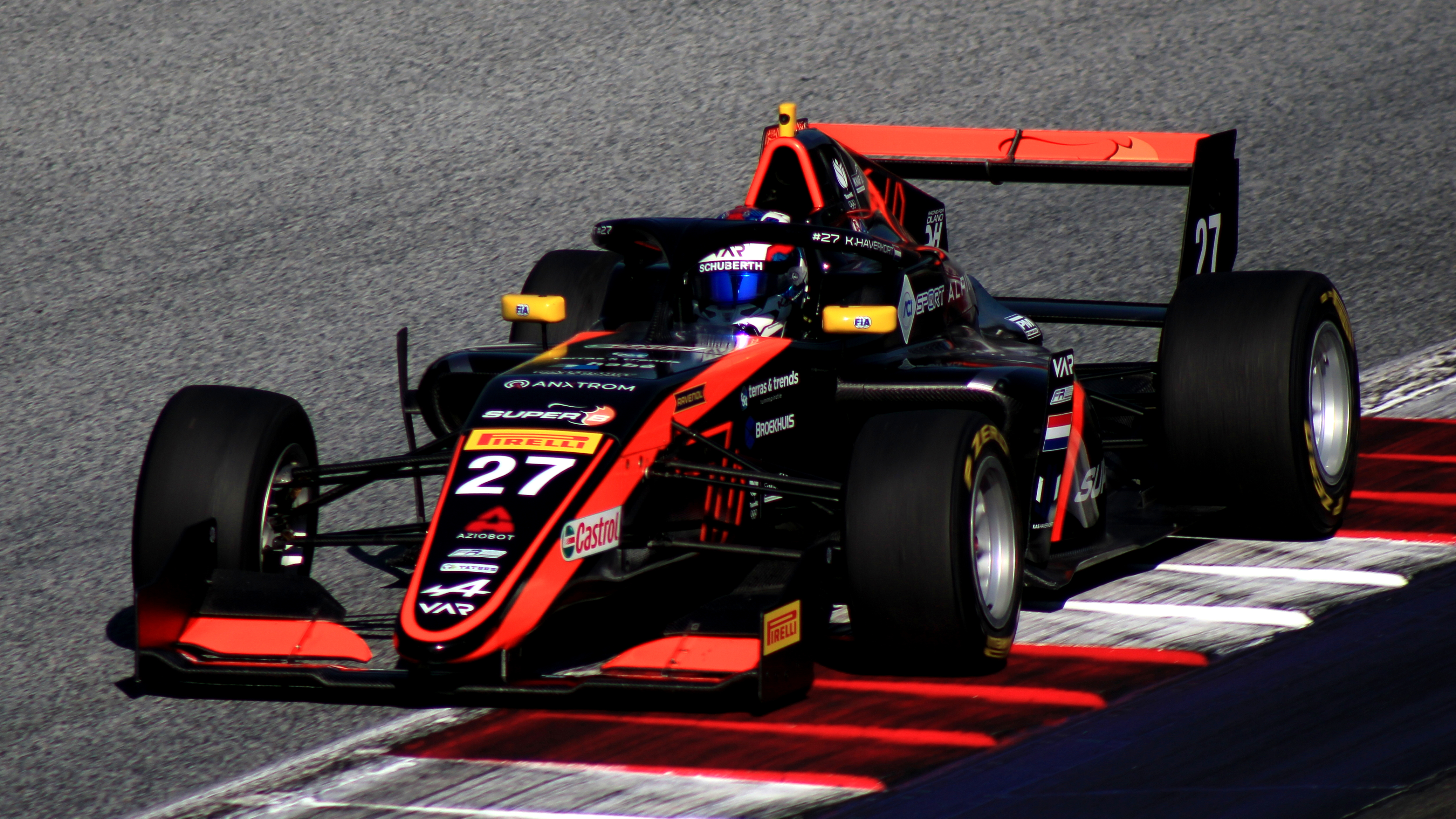
Kas Haverkort en Formule Régionale en 2023 à Spielberg.

En 2021, il rejoint le Championnat d'Europe de Formule Régionale et se réengage avec MP Motorsport où il fait équipe avec Franco Colapinto et le jeune danois Oliver Goethe. Il inscrit ses premiers points lors de la quatrième manche de la saison au Castellet en terminant septième. Il enchaîne avec une sixième place à Zandvoort. S'ensuit ensuite trois week-ends sans points avant de marquer des points lors des deux dernières manches de la saison avec pour meilleur résultat une quatrième place à Monza. Il se classe seizième du championnat avec 35 points.
En 2022, il se réengage pour une deuxième saison dans le championnat mais rejoint l'équipe Van Amersfoort Racing,. Il se montre très régulier en terminant dans les points à chaque course. Il pense remporter sa première victoire à Imola mais est disqualifié pour infraction au règlement technique. Il monte sur son premier podium à Monaco puis remporte sa première victoire quelques semaines plus tard sur le Hungaroring.

## Résultats en compétition automobile
| Saison | Championnat                        | Écurie                | Courses | Victoires | Pole positions | Meilleurs tours | Podiums | Points | Classement |
| ------ | ---------------------------------- | --------------------- | ------- | --------- | -------------- | --------------- | ------- | ------ | ---------- |
| 2020   | Championnat d'Espagne de Formule 4 | MP Motorsport         | 21      | 13        | 12             | 10              | 17      | 383    | Champion   |
| 2020   | Formula Renault Eurocup            | MP Motorsport         | 4       | 0         | 0              | 0               | 0       | 0†     | n.c        |
| 2021   | Formule Régionale Europe           | MP Motorsport         | 20      | 0         | 0              | 0               | 0       | 35     | 16e        |
| 2022   | Formule Régionale Europe           | Van Amersfoort Racing | 20      | 2         | 1              | 2               | 5       | 184    | 5e         |
| 2023   | Formule Régionale Europe           | Van Amersfoort Racing | 20      | 2         | 2              | 3               | 5       | 174    | 4e         |

†Haverkort étant un pilote invité, il était inéligible aux points.